# Камден (округ, Нью-Джерси)
Округ Камден (англ. Camden County) — округ штата Нью-Джерси, США. Занимает площадь 589 км². Согласно переписи населения 2000 года, в округе Камден проживало 507 914 человек. По оценке Бюро переписи населения США, к 2008 году население увеличилось на 1,8 %, до 517 234 человек. В городе Камден располагается административный центр округа, а крупнейшим населённым пунктом является Черри-Хилл.
Согласно исследованию «Cities Crime Rankings 2009», проведённому организацией CQ Press и опубликованному в 2009 года, Камден назван самым опасным городом США по данным за 2008 год.

## Население
По данным переписи США за 2010 год, в Камдене насчитывалось 513 657 жителей, 190 980 домохозяйств и 129 866 семей. Плотность населения составляла 896 человек на км². В Камдене насчитывалось 204 943 жилищных единицы со средней плотностью 926,2 на км². Расовый состав по данным на тот год: 65,29% (335 389) — белые, 19,55% (100 441) — негры и афроамериканцы, 0,31% (1608) — коренные жители США, 5,11% (26 257) — американцы азиатского происхождения, 0,03% (165) — гавайцы или тихоокеанийцы, 7,08% (36 354) — представители других рас, 2,62% (13 443) — представители двух и более рас. Латиноамериканских представителей любых рас насчитывалось 14,24% (73 124).
В 31,1% домохозяйств проживали дети возрастом до 18 лет, в 46,3% — живущие совместно супруги, в 16,4% домовладельцами были незамужние женщины, 32% домохозяйств были групповыми. 26,3% домохозяйств были одиночными, и в 10% проживали жители возрастом свыше 65 лет. Средний размер домохозяйства составлял 2,65, а средний размер семьи — 3,22. 
В Камдене 24,4% жителей были младше 18 лет, 9% были в возрасте от 18 до 24 лет, 26,6% — от 25 до 44 лет, 27,2% — от 45 до 64 лет, и 12,8% были старше 65 лет. Средний возраст составлял 37,9 лет. На 100 женщин приходилось 93,2 мужчин. На 100 женщин моложе 18 лет приходилось 89,7 мужчин.  